# Natalie Obkircher
Natalie Obkircher (Gheldria, 7 febbraio 1971) è un'ex slittinista italiana.

## Biografia
Esordì in Coppa del Mondo nella stagione 1989/90, senza riuscire mai a salire sul podio in una gara di Coppa. In classifica generale, come miglior risultato, si piazzò all'ottavo posto nella specialità del singolo nel 1998/99.
Prese parte a quattro edizioni dei Giochi olimpici invernali, esclusivamente nel singolo: ad Albertville 1992 ottenne la diciannovesima posizione, a Lillehammer 1994 concluse la gara al quinto posto, a Nagano 1998 terminò dodicesima ed a Salt Lake City 2002 giunse in diciassettesima posizione.
Ai campionati mondiali ottenne cinque medaglie: una d'argento e quattro di bronzo tutte nella gara a squadre. Nelle rassegne continentali conquistò sei medaglie: una d'oro, una d'argento e quattro di bronzo sempre nella gara a squadre.
Si ritirò dalle competizioni poco prima dell'inizio della stagione 2003/04, non essendosi più rimessa completamente da un infortunio che le aveva condizionato la preparazione fisica.

## Palmarès

### Mondiali
- 5 medaglie:
  - 1 argento (gara a squadre a Lillehammer 1995);
  - 4 bronzi (gara a squadre a Winterberg 1991; gara a squadre a Calgary 1993; gara a squadre ad Altenberg 1996; gara a squadre ad Igls 1997).

### Europei
- 6 medaglie:
  - 1 oro (gara a squadre a Königssee 1994);
  - 1 argento (gara a squadre ad Oberhof 1998);
  - 4 bronzi (gara a squadre ad Igls 1990; gara a squadre a Winterberg 1992; gara a squadre a Sigulda 1996; gara a squadre a Winterberg 2000).

### Coppa del Mondo
- Miglior piazzamento in classifica generale nel singolo: 8ª nel 1998/99.